# Eumicrota sayi
Eumicrota sayi är en skalbaggsart som först beskrevs av Charles Hamilton Seevers 1951.  Eumicrota sayi ingår i släktet Eumicrota och familjen kortvingar. Inga underarter finns listade i Catalogue of Life.